# Матилда фон Спонхайм
Матилда фон Спонхайм (на немски: Matilde von Sponheim; † ок. 1407 / 1 ноември 1410) е графиня на Графство Спонхайм, и чрез женитба маркграфиня на Маркграфство Баден и графиня на Еберщайн от 1356 до 1410 г.

## Произход и наследство
Тя е дъщеря на граф Йохан III фон Спонхайм († 30 декември 1398) и съпругата му Мехтхилд фон Пфалц (1312 – 1375), пфалцфграфиня при Реин, дъщеря на Рудолф I фон Пфалц, пфалцграф при Рейн, и принцеса Матилда фон Насау. Майка ѝ е племенница на император Лудвиг Баварски.
През 1437 г. Матилда и сестра ѝ Лорета (* ок. 1347, † сл. 1364), омъжена ок. 1364 за граф Хайнрих III фон Велденц († 1393), наследяват цялото графство Спонхайм.

## Фамилия
Матилда фон Спонхайм се омъжва 1356 г. за маркграф Рудолф VI фон Баден († 21 март 1372). Те имат децата:
- Бернхард I (* 1364, † 5 април 1431), маркграф на Баден, ∞ I. 1384 (развод 1393) за Маргарета фон Хоенберг († 1419), II. август 1384 г. за Беатрикс фон Ханау, III. на 15 септември 1397 г. за Анна фон Йотинген († 1436)
- Рудолф VII († 13 януари 1391), маркграф на Баден
- Матилда († 3 август 1425 в Шлойзинген), ∞ 4 юли 1376 за граф Хайнрих XI фон Хенеберг-Шлойзинген († 1405)
- Катарина, омъжена за Йохан фон Лихтенберг
- Рудолф († 1362)
- Рудолф († 13 януари 1391)